# Khaen Dong (huyện)
Khaen Dong (tiếng Thái: แคนดง) là một huyện (‘‘amphoe’’) ở phía bắc của tỉnh Buriram, đông bắc Thái Lan.

## Địa lý
Các huyện giáp ranh là (từ phía đông theo chiều kim đồng hồ) Satuek, Ban Dan và Khu Mueang của tỉnh Buriram và Chumphon Buri của tỉnh Surin.

## Lịch sử
Tiểu huyện (King Amphoe) được thành lập ngày 1 tháng 7 năm 1997, khi được tách từ Satuek.
Theo quyết định của chính phủ Thái Lan ngày 15 tháng 5 năm 2007, tất cả 81 tiểu huyện đều được nâng thành huyện. Với việc đăng Công báo hoàng gia ngày 24 tháng 8, quyết định nâng cấp này thành chính thức .

## Hành chính
Huyện này được chia thành 4 phó huyện (tambon), các đơn vị này lại được chia thành 61 làng (muban). Khaen Dong là một thị trấn (thesaban tambon) nằm trên một phần của tambon Khaen Dong. Cũng có 4 tổ chức hành chính tambon (TAO).
| Số TT | Tên         | Tên tiếng Thái | Số làng | Dân số |  |
| ----- | ----------- | -------------- | ------- | ------ |  |
| 1.    | Khaen Dong  | แคนดง          | 25      | 11.990 |  |
| 2.    | Dong Phlong | ดงพลอง         | 13      | 6.603  |  |
| 3.    | Sa Bua      | สระบัว          | 12      | 5.921  |  |
| 4.    | Hua Fai     | หัวฝาย          | 11      | 7.394  |  |